# Paracriene uitscheiding
Paracriene uitscheiding wil zeggen dat de trofische factor (een neurotrofine) die de cel produceert inwerkt op de buurcel.
Ze komen onder andere voor in de hersenen en worden geproduceerd door verschillende soorten cellen; zenuwcellen en gliacellen.